# Grotten van Hotton

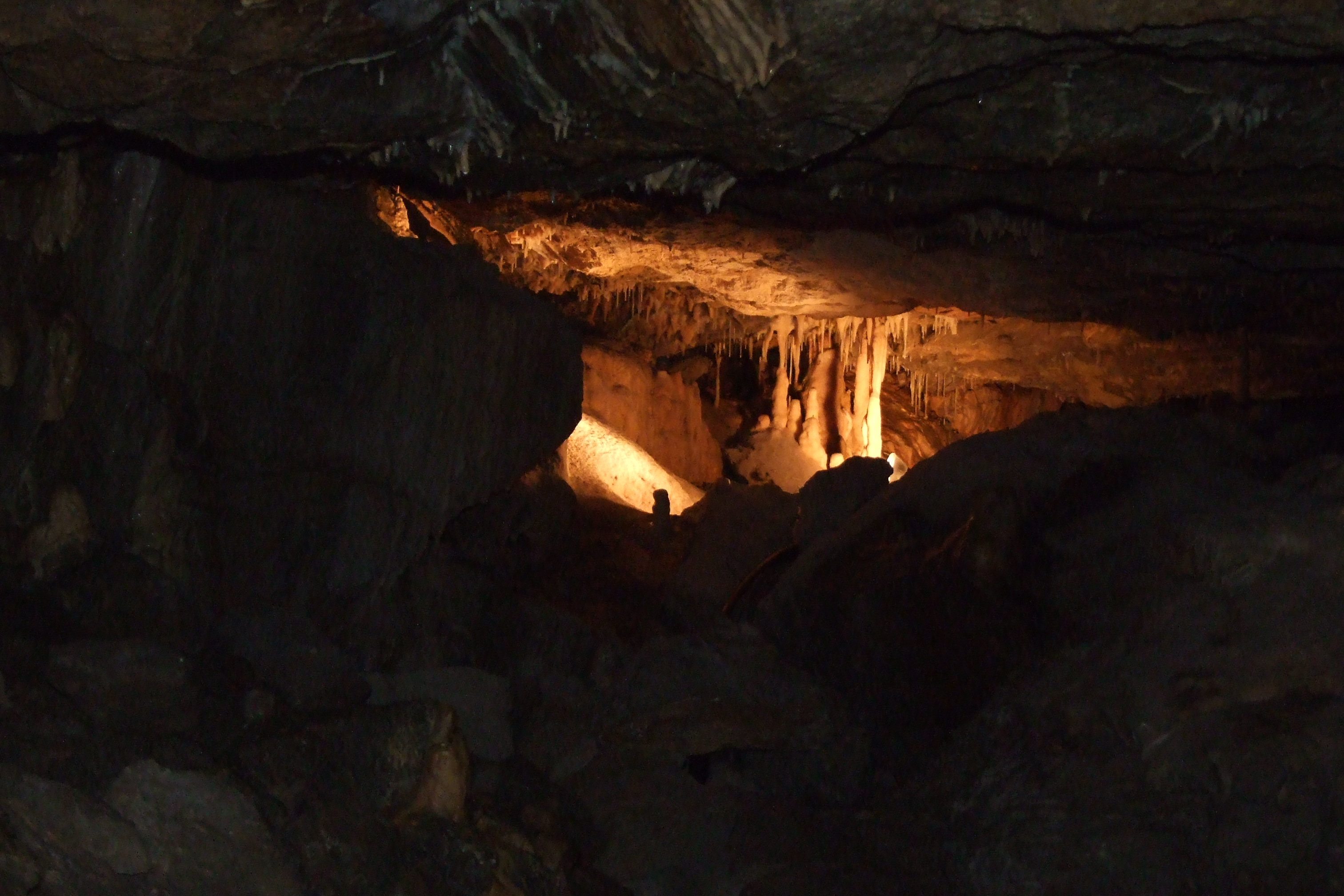

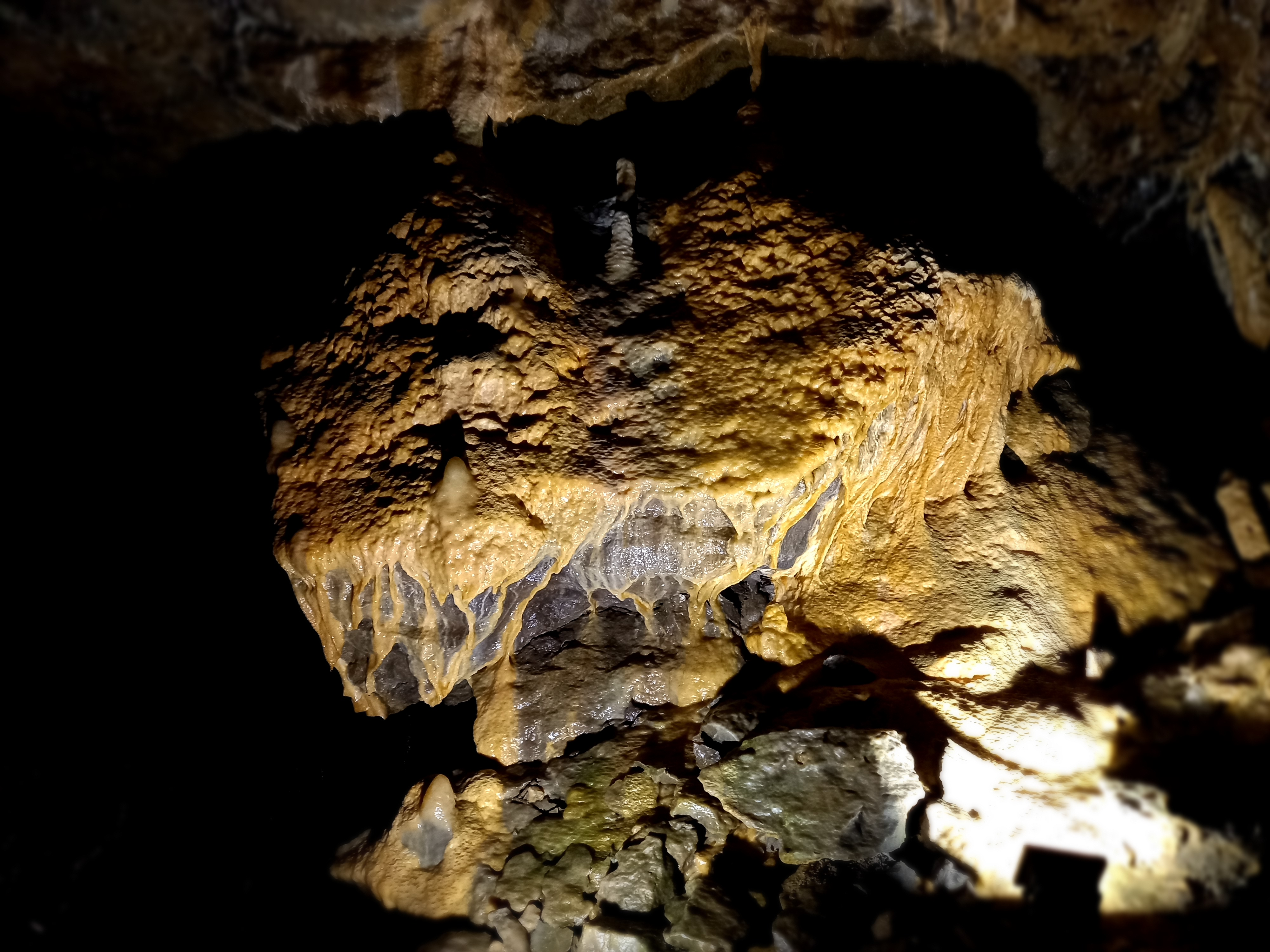

De grotten van Hotton ofwel de grotten van Duizend-en-één-Nacht (Frans: les grottes de Mille et une Nuits) bevinden zich in Hotton in de Belgische provincie Luxemburg.
De grotten zijn ontstaan doordat regenwater infiltreerde in het kalksteenplateau en via een ondergrondse rivier uiteindelijk bij Hampteau terugkeerde naar het aardoppervlak in de loop van Ourthe. Ze zijn ontstaan door een langzame chemische oplossing van kalksteen (corrosie) en deels door slijting van het water met een beetje zand erin (erosie).
Tegenwoordig zijn er zo'n zes kilometer tunnels bekend tot een diepte van ongeveer 70 meter onder het plateau. In het laagste deel stroomt de ondergrondse rivier permanent. In de grot zijn er verschillende ruimtes met als grootste de grote galerij met maximaal 35 meter hoog, 10 meter breed en 200 meter lang.

## Geschiedenis
De grotten werden in november 1958 in de media bekend en werden door diverse autoriteiten bezocht. In 1959 werd de toegang gesloten door de eigenaar van de steengroeve die bang was dat zijn activiteiten verstoord zouden worden. Door de topografische inventarisatie van de grot voor de sluiting was bekend dat het bovenste gedeelte van het netwerk zeer dicht bij het aardoppervlak lag, buiten het eigendom van de steengroeve-eigenaar. Het was vanaf de buitenkant helaas niet mogelijk deze aan te wijzen.
In 1961 ging na een onvrijwillige heropening van de grot een team van moedige en vastberaden mensen naar de hoogstgelegen ruimte en groeven in het plafond door klei heen. Na uren van afmattend werk braken ze door en kwamen uit in het midden van de weilanden. Zo ontstond er een nieuwe toegang die door de weide-eigenaar geopend werd voor het publiek vanaf 21 april 1962.

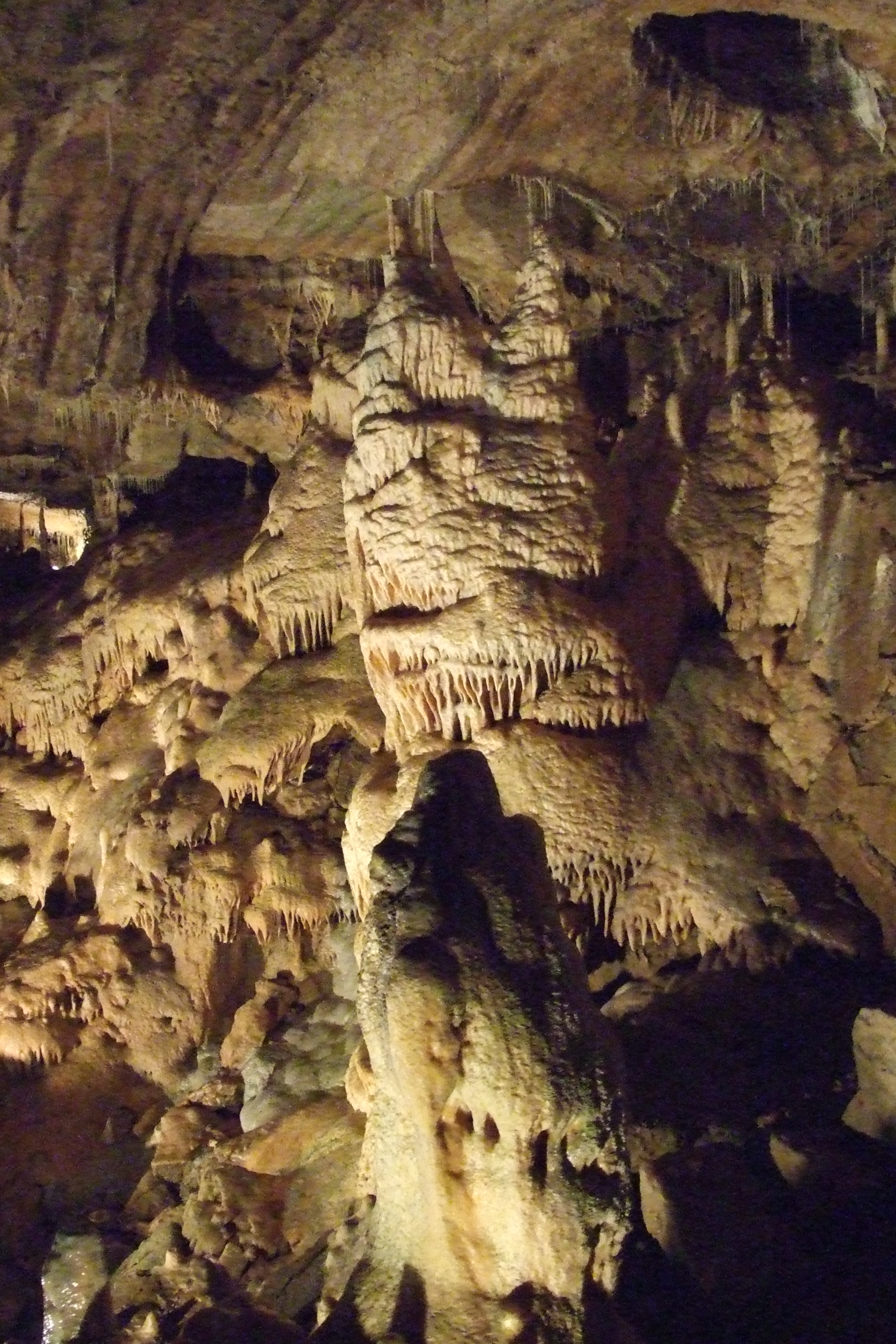
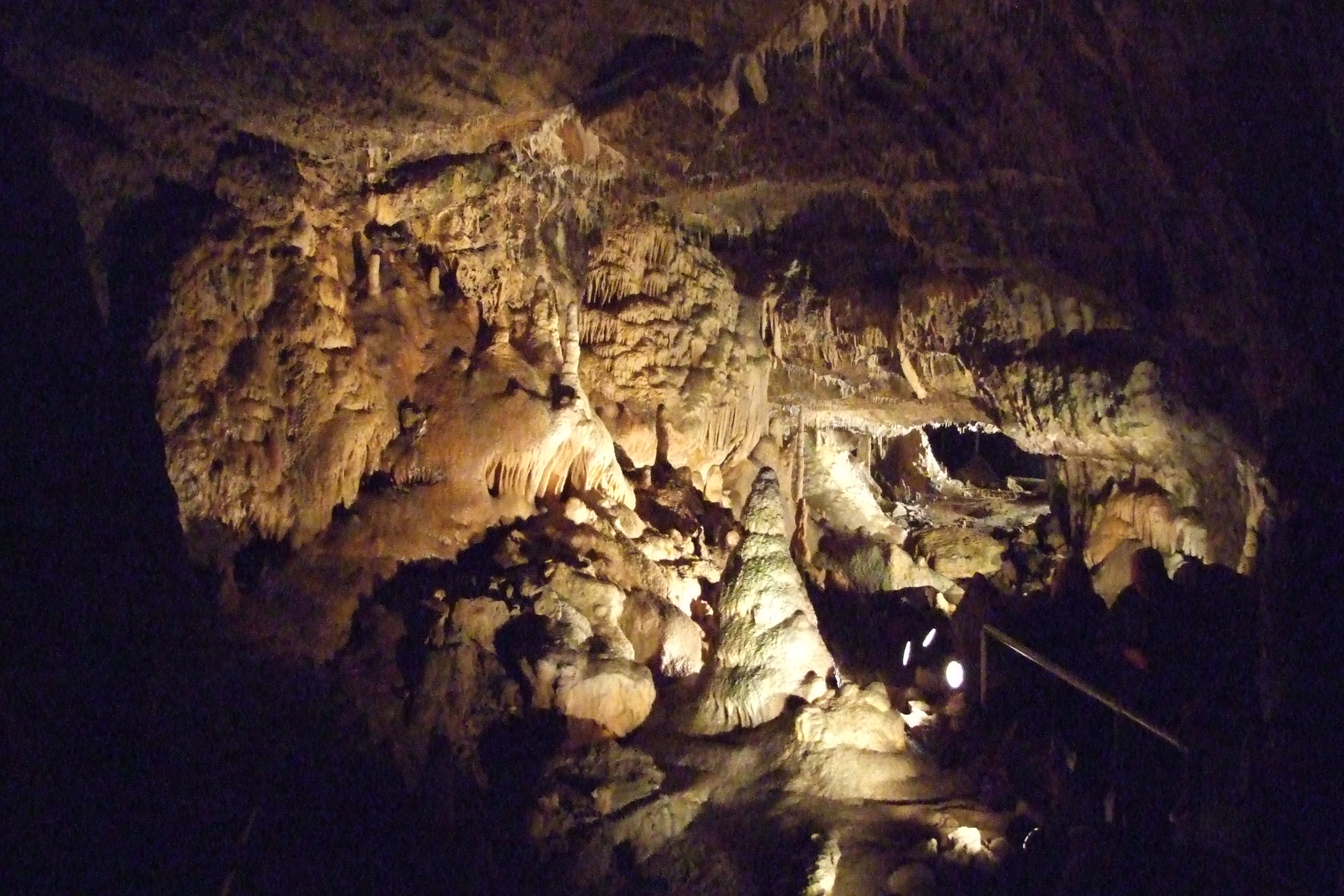
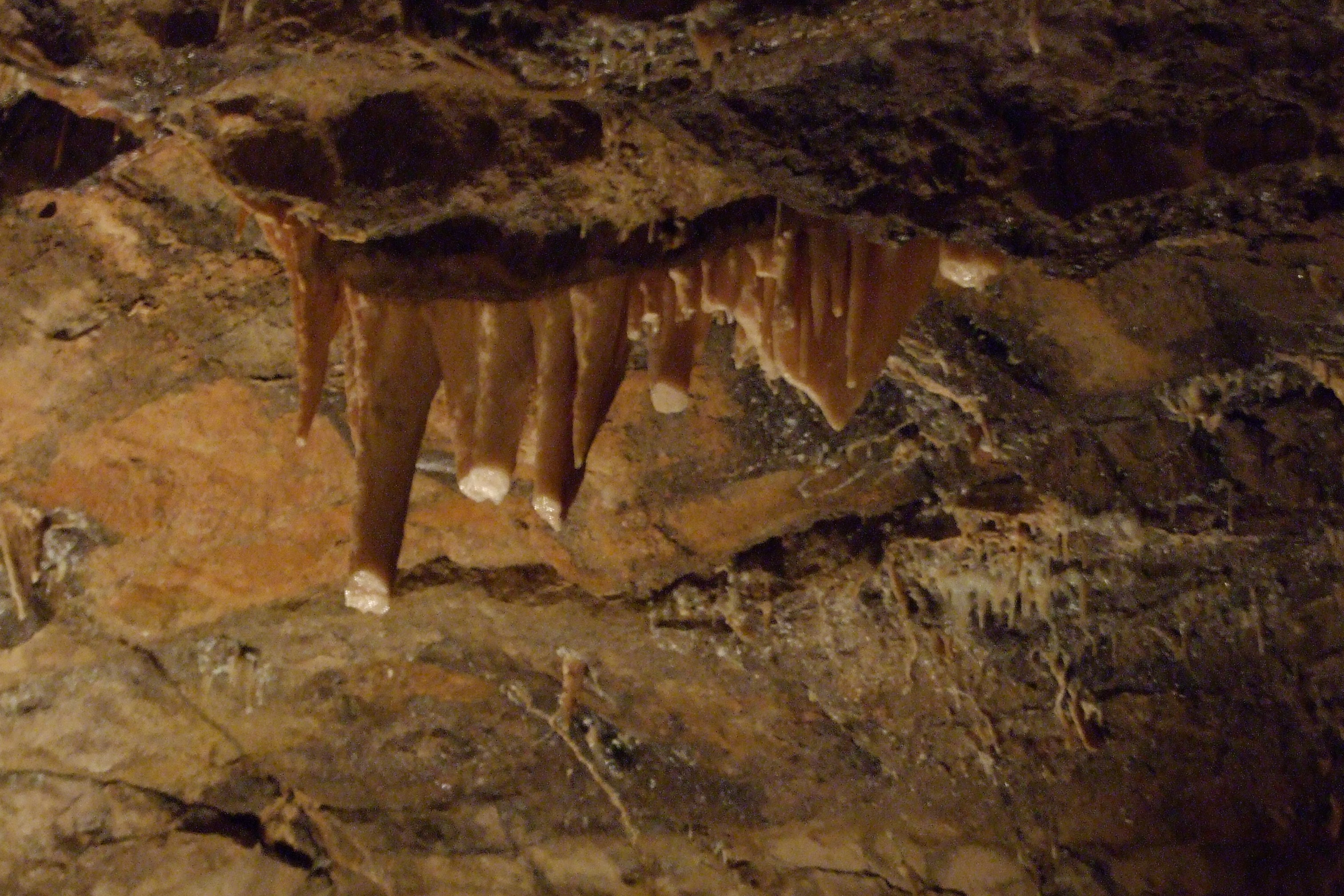
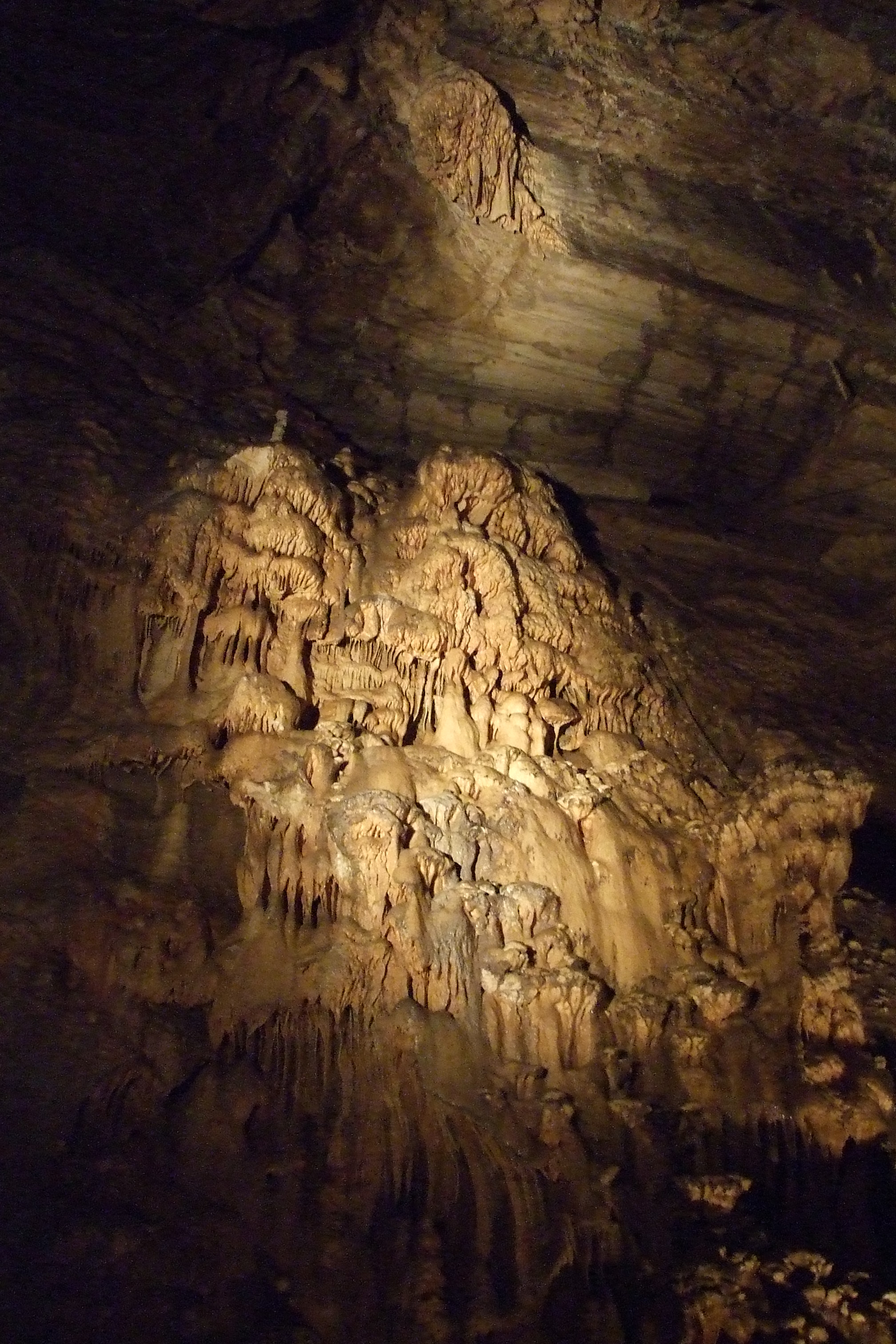
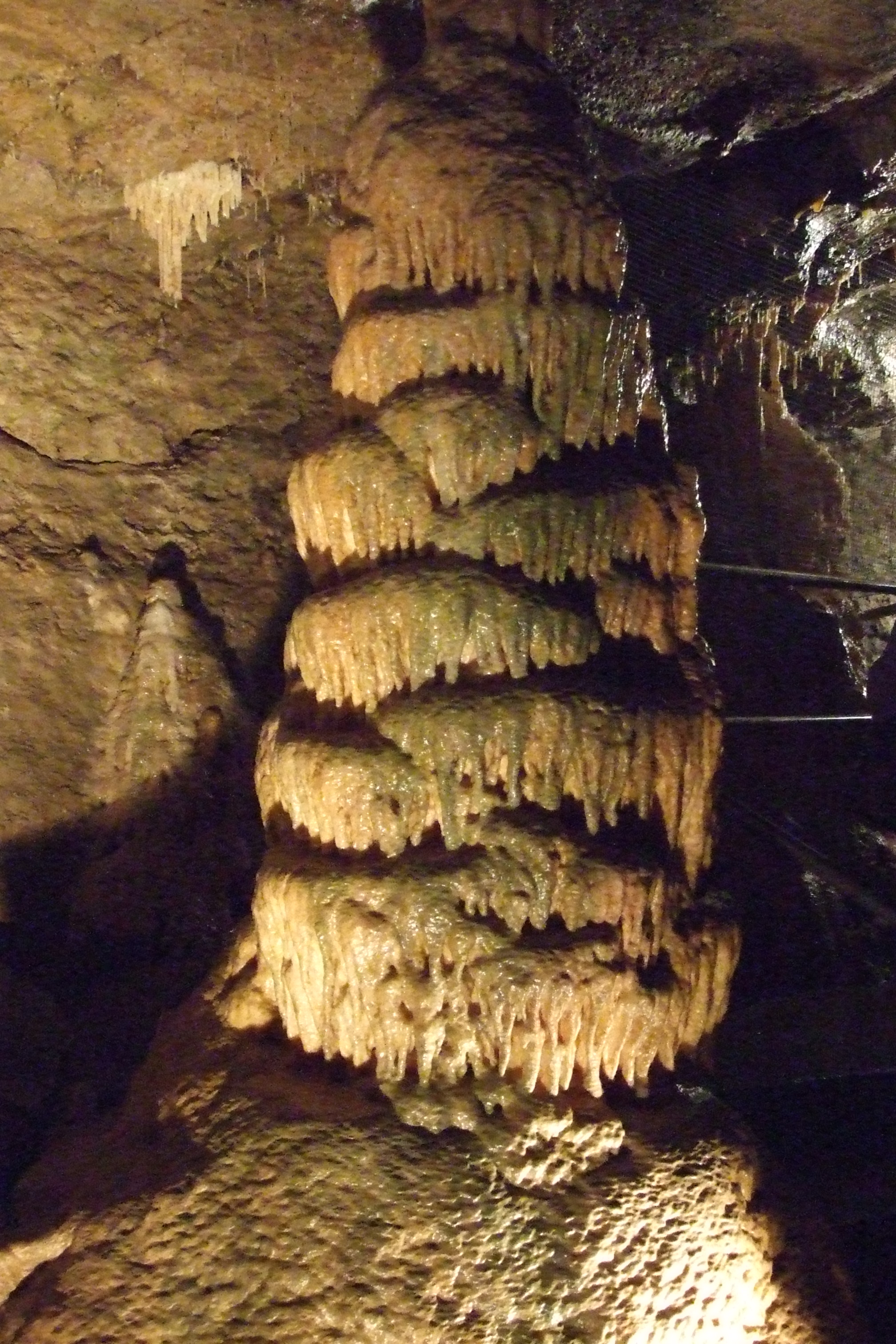